# العلاقات المالاوية الهندوراسية
العلاقات المالاوية الهندوراسية هي العلاقات الثنائية التي تجمع بين مالاوي وهندوراس.

## مقارنة بين البلدين
هذه مقارنة عامة ومرجعية للدولتين:
| وجه المقارنة                                              | مالاوي                     | هندوراس          |
| --------------------------------------------------------- | -------------------------- | ---------------- |
| المساحة (كم2)                                             | 118.48 ألف                 | 112.49 ألف       |
| عدد السكان (نسمة)                                         | 18.62 مليون                | 9.27 مليون       |
| الكثافة السكانية (ن./كم²)                                 | 157.16                     | 82.41            |
| العاصمة                                                   | ليلونغوي، زومبا            | تيغوسيغالبا      |
| اللغة الرسمية                                             | لغة إنجليزية، لغة الشيشيوا | اللغة الإسبانية  |
| العملة                                                    | كواشا ملاوية               | لمبيرة هندوراسية |
| الناتج المحلي الإجمالي (بليون دولار)                      | 6.30 مليار                 | 22.98 مليار      |
| الناتج المحلي الإجمالي (تعادل القوة الشرائية) بليون دولار | 22.43 مليار                | 41.14 مليار      |
| الناتج المحلي الإجمالي الاسمي للفرد دولار أمريكي          | 338                        | 2.53 ألف         |
| الناتج المحلي الإجمالي للفرد دولار أمريكي                 | 1.20 ألف                   | 4.91 ألف         |
| مؤشر التنمية البشرية                                      | 0.445                      | 0.606            |
| رمز المكالمات الدولي                                      | +265                       | +504             |
| رمز الإنترنت                                              | .mw                        | .hn              |
| المنطقة الزمنية                                           | ت ع م+02:00                | 00               |

## منظمات دولية مشتركة
يشترك البلدان في عضوية مجموعة من المنظمات الدولية، منها:
| علم المنظمة | اسم المنظمة                               | تاريخ انضمام مالاوي | تاريخ انضمام هندوراس |
| ----------- | ----------------------------------------- | ------------------- | -------------------- |
|             | البنك الدولي للإنشاء والتعمير             | 19 يوليو 1965       | 27 ديسمبر 1945       |
|             | منظمة التجارة العالمية                    | ?                   | ?                    |
|             | المركز الدولي لتسوية المنازعات الاستشارية | 14 أكتوبر 1966      | 16 مارس 1989         |
|             | منظمة حظر الأسلحة الكيميائية              | ?                   | ?                    |
|             | الأمم المتحدة                             | 1 ديسمبر 1964       | 17 ديسمبر 1945       |
|             | منظمة الشرطة الجنائية الدولية             | ?                   | ?                    |
|             | وكالة ضمان الاستثمار متعدد الأطراف        | 12 أبريل 1988       | 30 يونيو 1992        |
|             | يونسكو                                    | 27 أكتوبر 1964      | 16 ديسمبر 1947       |
|             | مؤسسة التنمية الدولية                     | 19 يوليو 1965       | 23 ديسمبر 1960       |
|             | مؤسسة التمويل الدولية                     | 19 يوليو 1965       | 20 يوليو 1956        |
|             | الاتحاد البريدي العالمي                   | ?                   | ?                    |
|             | الاتحاد الدولي للاتصالات                  | 19 فبراير 1965      | 27 أكتوبر 1925       |

## وصلات خارجية
- موقع وزارة الخارجية الهندوراسية